# Into the Wild Tour
Pour les articles homonymes, voir Into the Wild (homonymie).
Tournées par Thirty Seconds to Mars
A Beautiful Lie European Tour
(2010) Closer to the Edge Tour
(2011)
Intro the Wild Tour est la cinquième tournée du groupe américain Thirty Seconds to Mars. C'est une tournée internationale qui a débuté le 19 février 2010, à Nottingham, et s'est terminé le 18 décembre 2010 à Barcelone.

## Listes des chansons
1. Escape
2. Night Of The Hunter
3. A Beautiful Lie
4. Attack
5. Search and Destroy
6. Vox Populi
7. This Is War
8. 100 Suns
9. Closer To The Edge
10. L490
11. From Yesterday
12. Alibi
13. Bad Romance
14. The Kill (Bury Me)
15. The Fantasy
16. Hurricane
17. Kings & Queens

## Dates et lieux des concerts
| Europe             |                   |                    |                                    |
| 19 février 2010    | Nottingham        | Royaume-Uni        | Trent FM Arena                     |
| 20 février 2010    | Manchester        | Royaume-Uni        | Evening News Arena                 |
| 21 février 2010    | Cardiff           | Royaume-Uni        | International Arena                |
| 23 février 2010    | Londres           | Royaume-Uni        | Wembley Arena                      |
| 24 février 2010    | Bournemouth       | Royaume-Uni        | International Centre               |
| 26 février 2010    | Dublin            | Irlande            | The O2                             |
| 27 février 2010    | Glasgow           | Royaume-Uni        | SECC                               |
| 1er mars 2010      | Bruxelles         | Belgique           | Forest National                    |
| 2 mars 2010        | Amsterdam         | Pays-Bas           | Heineken Music Hall                |
| 4 mars 2010        | Lille             | France             | L'aeronef                          |
| 5 mars 2010        | Paris             | France             | Palais omnisports de Paris-Bercy   |
| 6 mars 2010        | Düsseldorf        | Allemagne          | Philips Halle                      |
| 8 mars 2010        | Hambourg          | Allemagne          | Alsterdorfer Sporthalle            |
| 9 mars 2010        | Copenhague        | Danemark           | K.B. Hallen                        |
| 10 mars 2010       | Stockholm         | Suède              | Sweden Fryshuset                   |
| 12 mars 2010       | Helsinki          | Finlande           | Ice Hall                           |
| 14 mars 2010       | Saint-Pétersbourg | Russie             | CKK Arena                          |
| 17 mars 2010       | Berlin            | Allemagne          | O2 World                           |
| 18 mars 2010       | Prague            | République tchèque | Incheba Arena                      |
| 19 mars 2010       | Vienne            | Autriche           | Gasometer                          |
| 21 mars 2010       | Munich            | Allemagne          | Zénith                             |
| 22 mars 2010       | Milan             | Italie             | PalaSharp                          |
| 23 mars 2010       | Zurich            | Suisse             | Volkshaus                          |
| Amérique du Nord   |                   |                    |                                    |
| 9 avril 2010       | Las Vegas         | États-Unis         | Palms Casino Resort                |
| 10 avril 2010      | Mesa              | États-Unis         | Amphitheatre                       |
| 11 avril 2010      | Tucson            | États-Unis         | Pima County Fair                   |
| 13 avril 2010      | Tulsa             | États-Unis         | Brady Theater                      |
| 15 avril 2010      | Milwaukee         | États-Unis         | Eagles Ballroom                    |
| 16 avril 2010      | Chicago           | États-Unis         | Aragon Ballroom                    |
| 17 avril 2010      | Détroit           | États-Unis         | The Fillmore                       |
| 18 avril 2010      | Toronto           | Canada             | Sound Academy                      |
| 21 avril 2010      | New York          | États-Unis         | Roseland Ballroom                  |
| 22 avril 2010      | Montclair         | États-Unis         | Wellmont Theatre                   |
| 23 avril 2010      | Washington        | États-Unis         | Bender Arena                       |
| 24 avril 2010      | Philadelphie      | États-Unis         | Electric Factory                   |
| 25 avril 2010      | Charlotte         | États-Unis         | Amphitheatre at The Music Factory  |
| 27 avril 2010      | Miami Beach       | États-Unis         | The Fillmore                       |
| 28 avril 2010      | Orlando           | États-Unis         | House of Blues                     |
| 29 avril 2010      | Atlanta           | États-Unis         | The Tabernacle                     |
| 4 mai 2010         | Saint-Louis       | États-Unis         | The Pageant                        |
| 6 mai 2010         | Omaha             | États-Unis         | Sokol Auditorium                   |
| 7 mai 2010         | Denver            | États-Unis         | Fillmore Auditorium                |
| 8 mai 2010         | Salt Lake City    | États-Unis         | The Rail Event Center              |
| 10 mai 2010        | Seattle           | États-Unis         | Showbox SODO                       |
| 11 mai 2010        | Portland          | États-Unis         | Roseland Theater                   |
| 13 mai 2010        | Oakland           | États-Unis         | Fox Oakland Theatre                |
| 14 mai 2010        | Santa Barbara     | États-Unis         | Santa Barbara Bowl                 |
| 15 mai 2010        | Los Angeles       | États-Unis         | Greek Theatre                      |
| 16 mai 2010        | Tempe             | États-Unis         | Marquee Theatre                    |
| 29 mai 2010        | Allentown         | États-Unis         | Crocodile Rock Cafe                |
| 30 mai 2010        | Hartford          | États-Unis         | B.O.M.B. Fest                      |
| Europe             |                   |                    |                                    |
| 3 juin 2010        | Francfort         | Allemagne          | Batschkapp                         |
| 5 juin 2010        | Nuremberg         | Allemagne          | Rock Im Ring                       |
| 6 juin 2010        | Nürburgring       | Allemagne          | Rock Am Ring                       |
| 8 juin 2010        | Tilburg           | Pays-Bas           | 013 Festival                       |
| 10 juin 2010       | Nyon              | Suisse             | Caribana Festival                  |
| 12 juin 2010       | Donington         | Royaume-Uni        | Download Festival                  |
| 15 juin 2010       | Dortmund          | Allemagne          | Westfalenhalle                     |
| 16 juin 2010       | Leipzig           | Allemagne          | Haus Auensee                       |
| 18 juin 2010       | Seinäjoki         | Finlande           | Provinssirock                      |
| 20 juin 2010       | Gothenburg        | Suède              | Pier Festival                      |
| 22 juin 2010       | Bielefeld         | Allemagne          | Ringlokschuppen                    |
| 25 juin 2010       | Saint-Gall        | Suisse             | Open Air Festival                  |
| 26 juin 2010       | Enschede          | Pays-Bas           | TMF Awards                         |
| 27 juin 2010       | Luxembourg        | Luxembourg         | Rock A Field                       |
| 29 juin 2010       | Toulouse          | France             | Bikini                             |
| 30 juin 2010       | Clermont-Ferrand  | France             | La Cooperative de Mai              |
| 2 juillet 2010     | Werchter          | Belgique           | Rock Werchter                      |
| 4 juillet 2010     | Venise            | Italie             | Heineken Jammin Festival           |
| 10 juillet 2010    | Balado            | Royaume-Uni        | T in the Park                      |
| 11 juillet 2010    | Dublin            | Irlande            | Oxegen                             |
| Océanie            |                   |                    |                                    |
| 24 juillet 2010    | Perth             | Australie          | Challenge Stadium                  |
| 28 juillet 2010    | Melbourne         | Australie          | Festival Hall                      |
| 30 juillet 2010    | Sydney            | Australie          | Hordern Pavillion                  |
| 3 août 2010        | Auckland          | Nouvelle-Zélande   | Logan Campbell Stadium             |
| Asie               |                   |                    |                                    |
| 5 août 2010        | Singapour         | Singapour          | Fort Canning Park                  |
| 7 août 2010        | Tokyo             | Japon              | Summer Sonic Festival              |
| 8 août 2010        | Osaka             | Japon              | Summer Sonic Festival              |
| Europe             |                   |                    |                                    |
| 13 août 2010       | Budapest          | Hongrie            | Obuda Island                       |
| 18 août 2010       | Tel Aviv          | Israël             | Trade Fairs & Convention Center    |
| 20 août 2010       | Cracovie          | Pologne            | Coke Live Festival                 |
| 21 août 2010       | Sankt Pölten      | Autriche           | Frequency Festival                 |
| 22 août 2010       | Biddinghuizen     | Pays-Bas           | Lowlands Festival                  |
| Amérique du Sud    |                   |                    |                                    |
| 26 août 2010       | Mexico            | Mexique            | Auditorio Nacional MTV World Stage |
| Amérique du Nord   |                   |                    |                                    |
| 1er septembre 2010 | Baltimore         | États-Unis         | Sonar                              |
| 2 septembre 2010   | Myrtle Beach      | États-Unis         | House of Blues                     |
| 3 septembre 2010   | Norfolk           | États-Unis         | The Norva                          |
| 4 septembre 2010   | Atlantic City     | États-Unis         | House of Blues                     |
| 5 septembre 2010   | Hampton           | États-Unis         | Beach Casino Ballroom              |
| 8 septembre 2010   | Providence        | États-Unis         | Lupo's                             |
| 9 septembre 2010   | Hartford          | États-Unis         | The Webster                        |
| 18 septembre 2010  | Winnipeg          | Canada             | Sonar                              |
| 20 septembre 2010  | Edmonton          | Canada             | Events Centre                      |
| 21 septembre 2010  | Calgary           | Canada             | MacEwan Hall                       |
| 22 septembre 2010  | Vancouver         | Canada             | Queen Elizabeth Theatre            |
| 23 septembre 2010  | Medford           | États-Unis         | Medford Armory                     |
| 25 septembre 2010  | Orem              | États-Unis         | Utah Valley University             |
| 26 septembre 2010  | Fontana           | États-Unis         | Auto Club Speedway                 |
| 29 septembre 2010  | Kingsville        | États-Unis         | A&M Kingsville Campus              |
| 30 septembre 2010  | Oklahoma          | États-Unis         | City Diamond Ballroom              |
| 2 octobre 2010     | Clive             | États-Unis         | 7 Flags Events Center              |
| 3 octobre 2010     | Indianapolis      | États-Unis         | Egyptian                           |
| 4 octobre 2010     | Murray            | États-Unis         | State University                   |
| 6 octobre 2010     | Cleveland         | États-Unis         | House of Blues                     |
| 7 octobre 2010     | Columbus          | États-Unis         | LC Pavillion                       |
| 8 octobre 2010     | Kent              | États-Unis         | Kent State                         |
| 9 octobre 2010     | Cincinnati        | États-Unis         | Bogart's                           |
| 11 octobre 2010    | Louisville        | États-Unis         | Expo Five                          |
| 12 octobre 2010    | Nashville         | États-Unis         | Rocketown                          |
| 13 octobre 2010    | Charlotte         | États-Unis         | The Fillmore                       |
| 15 octobre 2010    | Tampa             | États-Unis         | University of South Florida        |
| 16 octobre 2010    | Pensacola         | États-Unis         | Deluna Festival                    |
| Europe             |                   |                    |                                    |
| 19 octobre 2010    | Lincoln           | Royaume-Uni        | Engine Shed                        |
| Afrique            |                   |                    |                                    |
| 19 novembre 2010   | Johannesburg      | Afrique du Sud     | Coca-Cola Dome                     |
| 21 novembre 2010   | Le Cap            | Afrique du Sud     | Grand Arena                        |
| Europe             |                   |                    |                                    |
| 25 novembre 2010   | Brighton          | Royaume-Uni        | The Brighton Centre                |
| 26 novembre 2010   | Cardiff           | Royaume-Uni        | International Arena                |
| 27 novembre 2010   | Newcastle         | Royaume-Uni        | Metro Radio Arena                  |
| 29 novembre 2010   | Brighton          | Royaume-Uni        | The Brighton Centre                |
| 30 novembre 2010   | Londres           | Royaume-Uni        | The O2 Arena                       |
| 1er décembre 2010  | Birmingham        | Royaume-Uni        | National Indoor Arena              |
| 3 décembre 2010    | Aberdeen          | Royaume-Uni        | AECC                               |
| 4 décembre 2010    | Manchester        | Royaume-Uni        | Central                            |
| 6 décembre 2010    | Oberhausen        | Allemagne          | König-Pilsener Arena               |
| 7 décembre 2010    | Bâle              | Suisse             | St. Jakobshalle                    |
| 8 décembre 2010    | Bologne           | Italie             | Futurshow Station                  |
| 10 décembre 2010   | Moscou            | Russie             | Moscow Arena                       |
| 12 décembre 2010   | Kiev              | Ukraine            | International Exhibition Centre    |
| 14 décembre 2010   | Varsovie          | Pologne            | Torwar                             |
| 16 décembre 2010   | Lisbonne          | Portugal           | Pavilhão Atlântico                 |
| 17 décembre 2010   | Madrid            | Espagne            | Palacio Vistalegre                 |
| 18 décembre 2010   | Barcelone         | Espagne            | Palau Sant Jordi                   |